# Association des plus beaux villages du Québec
L'Association des plus beaux villages du Québec è un'associazione privata creata nel 1997 con sede a Saint-Antoine-sur-Richelieu e ispirata all'associazione dei Les Plus Beaux Villages de France.
Dal 9 giugno 2017, l'Association des plus beaux villages du Québec' sono associati all'associazione internazionale Les Plus Beaux Villages de la Terre.

## I 37 borghi
Ecco i 37 borghi che fanno parte dell'Association des plus beaux villages du Québec divisi per regione. 
 Bas-Saint-Laurent (4) 
| Borgo                 | Foto |
| --------------------- | ---- |
| Cacouna               |      |
| Kamouraska            |      |
| Notre-Dame-du-Portage |      |
| Saint-Pacôme          |      |
 Saguenay-Lac-Saint-Jean (2) 
| Borgo               | Foto |
| ------------------- | ---- |
| L'Anse-Saint-Jean   |      |
| Sainte-Rose-du-Nord |      |
 Capitale-Nationale (9) 
| Borgo                            | Foto |
| -------------------------------- | ---- |
| Cap-Santé                        |      |
| Deschambault                     |      |
| Neuville                         |      |
| Les Éboulements                  |      |
| Port-au-Persil                   |      |
| Saint-Irénée                     |      |
| Saint-Jean-de-l'Île-d'Orléans    |      |
| Saint-Laurent-de-l'Île-d'Orléans |      |
| Sainte-Pétronille                |      |
 Mauricie (1) 
| Borgo     | Foto |
| --------- | ---- |
| Champlain |      |
 Estrie (4) 
| Borgo        | Foto |
| ------------ | ---- |
| Marbleton    |      |
| Frelighsburg |      |
| Knowlton     |      |
| Stanstead    |      |
 Côte-Nord (2) 
| Borgo              | Foto |
| ------------------ | ---- |
| Harrington Harbour |      |
| Tadoussac          |      |
 Gaspésie-Îles-de-la-Madeleine (3) 
| Borgo         | Foto |
| ------------- | ---- |
| Métis-sur-Mer |      |
| Percé         |      |
| Havre-Aubert  |      |
 Chaudière-Appalaches (5) 
| Borgo                       | Foto |
| --------------------------- | ---- |
| L'Islet                     |      |
| Lotbinière                  |      |
| Saint-Antoine-de-Tilly      |      |
| Saint-Michel-de-Bellechasse |      |
| Saint-Vallier               |      |
 Montérégie (6) 
| Borgo                       | Foto |
| --------------------------- | ---- |
| Calixa-Lavallée             |      |
| Hudson                      |      |
| Saint-Antoine-sur-Richelieu |      |
| Saint-Denis-sur-Richelieu   |      |
| Stanbridge East             |      |
| Verchères                   |      |
 Centre-du-Québec (1) 
| Borgo     | Foto |
| --------- | ---- |
| Inverness |      |